# Thomas Shelton

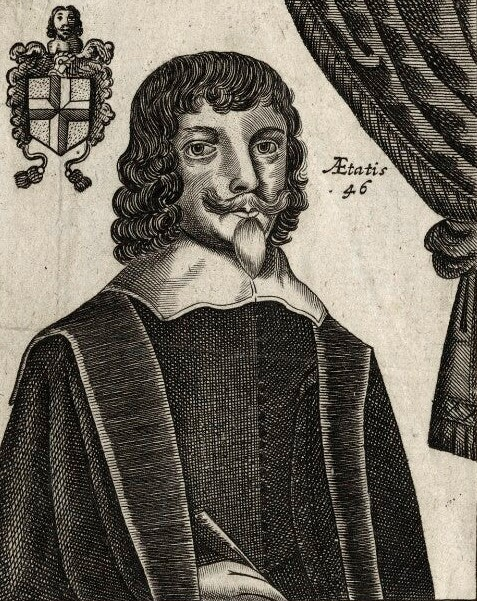
Thomas Shelton – 1646

Thomas Shelton (1600/01 - 1650(?)) var en engelsk stenograf och uppfinnare av ett mycket använt brittiskt stenografisystem under 1600- och 1700-talen.

## Biografi
1647 års utgåva av Thomas Sheltons Tachygraphie innehåller ett porträtt som anger hans ålder till 46, vilket pekar på att han var född 1600/01.  Ingenting är känt om hans ursprung och utbildning, men det antas att han kom från den välkända släkten Shelton som var stora jordägare i Norfolk. Under Engelska inbördeskriget (1642–49), stod Shelton på Parlamentets sida; hans religiösa sympatier låg inom puritanismen.
Thomas Shelton livnärde sig på stenografi, och undervisade i ämnet i London över en period av tretti år då han utvecklade sina stenografiska system. Shelton var bekant med John Willis stenografi och tog över dess grundläggande geometriska principer i sitt eget system. Han publicerade flera böcker om stenografi som han sålde hemifrån.

## Sheltons system

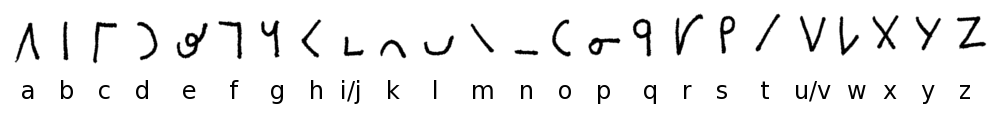
Thomas Sheltons stenografialfabet

Shelton uppfann ett nytt stenografisystem och publicerade det 1626 i boken Short-Writing (i senare utgåvor efter 1635 kallat "Tachygraphy", gammalgrekiska för "snabbskrift"). I Sheltons stenografisystem skrivs varje konsonant med en enkel symbol som ibland fortfarande liknar en alfabetisk bokstav.

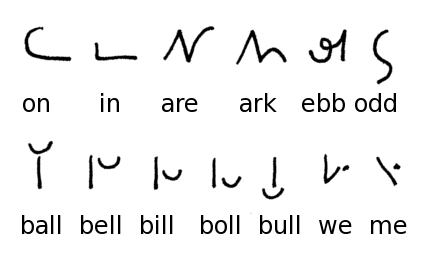
Exempel på vokalbildning i Sheltons system

Vokalerna bestäms av höjden på den följande konsonanten. Därför betyder symbolen för B med ett efterföljande l skrivet direkt över "ball", medan ett B med tecknet l nedanför betyder "bull". Tecknet för B med l-tecknet uppe till höger betyder "bell", till höger i mitten "bill", och nere till höger "boll". En vokal i ordets slut bestämdes av en punkt i lämplig position. För inledande vokaler fanns ytterligare symboler. Det fanns också andra symboler för vanliga prefix och suffix likaväl som konsonantsammansättningar.
En nackdel med Sheltons stenografisystem var att vokaler och diftonger inte kunde skiljas på. Så kunde till exempel symbolerna för "bat" lika gärna betyda "bait" eller "bate", och symbolerna för "bot" kunde betyda "boot" eller "boat". Betydelsen kan bara avgöras genom sammanhanget. En fördel med hans system var att det var lättlärt. Tack vare detta utkom mer än 20 utgåvor av hans ”Tachygraphy” mellan 1626 och 1710. Tyska utgåvor av boken uppträdde mellan 1679 och 1743 och en fransk utgåva i Paris 1681.
Sheltons stenografisystem användes av bland annat Samuel Pepys, Isaac Newton och USA:s president Thomas Jefferson. Samma år som han dog, 1650, publicerade Shelton ytterligare ett stenografisystem kallat "Zeiglographia", men det fick inte lika stor spridning som hans "Tachygraphy".